# L'Avant-Scène (théâtre)
 (décembre 2024).
Si vous disposez d'ouvrages ou d'articles de référence ou si vous connaissez des sites web de qualité traitant du thème abordé ici, merci de compléter l'article en donnant les références utiles à sa vérifiabilité et en les liant à la section « Notes et références ».
Pour le magazine français homonyme, voir L'Avant-scène.
L'Avant-Scène Cognac, dite plus simplement L'Avant-Scène, est une association française en délégation de service public et scène conventionnée d'intérêt national en art et création pour les arts du mouvement, basée à Cognac et qui propose une programmation de spectacles pluridisciplinaires tout au long de l'année, excepté durant l'été.
Elle organise deux festivals : Mars planète danse (anciennement Danse et vous) et Coup de chauffe le premier week-end de septembre. En 2022 se tiendra la 28e édition.[Passage à actualiser]
Le théâtre dans lequel la programmation est présentée se situe au 1 place Robert Schuman à Cognac.